# Letterio Subba
Letterio Subba (*  1787 in Messina; † 1868 ebenda) war ein italienischer Architekt, Bildhauer und Maler des Klassizismus auf Sizilien.

## Leben
Subba entstammt einer Malerfamilie. Zunächst studierte er in Neapel, dann in Florenz und Rom. Stilistisch schloss er sich der neoklassizistischen Bewegung um Antonio Canova und Bertel Thorvaldsen an. Er schuf zahlreiche Historienbilder, die als sozialpolitischem Hintergrund die Befreiung Italiens thematisierten.
Seine Teilnahme an den Aufständen von 1848 zwang ihn ins Exil auf Malta. Zurück in Messina wurde er wegen seines politischen Engagements weitgehend isoliert, so dass er kaum noch Aufträge erhielt.
Zahlreiche seiner Werke, wie der „Chor der Engel“ im Dom von Messina gingen durch das schwere Erdbeben von 1908 verloren.
Zu seinen Schülern zählen die Bildhauer Giuseppe Prinzi (1831–1895) und Saro Zagari (1821–1897), die Maler Giacomo Conti und Michele Panebianco (1806–1873) sowie der Kupferstecher Tommaso Aloisio Juvarra (1809–1875).

## Werke (Auswahl)
- Kathedrale von Messina: Freskenmalerei „Die Madonna rettet Messina vor der Pest“ (1837)
- Chiesa della Maddalena (Messina): „Magdalena zu Füßen Jesu“
- Neptunbrunnen (Messina): Kopie der Skylla durch Subba nach ihrer Zerstörung von 1848
- Kathedrale von Alì (Sizilien): „Der gute Hirte“ und „Madonna, Kind, Heilige und Engel“
- Chiesa di San Michele (Messina): Altarbild „San Giovanni di Paola“
- Museo Regionale di Messina: 1842 restauriert Subba das Polyptychon „Geschichte des Heiligen Gregor“ von Antonello da Messina
- Teatro Vittorio Emanuele II (Messina): „Schlacht von Darsena“
- Teatro Mandanici (Barcellona Pozzo di Gotto): Entwurf und Bauleitung (1844)